# Tim Dobbins
Timothy L. Dobbins (Nashville, 10 dicembre 1982) è un giocatore di football americano statunitense che gioca nel ruolo di linebacker nella National Football League (NFL) che dal 2014 è free agent. Fu scelto nel corso del quinto giro (151º assoluto) del Draft NFL 2006 dai San Diego Chargers. Al college ha giocato a football all’Università statale dell'Iowa.

## Carriera

### San Diego Chargers
Dobbins fu scelto nel corso del quinto giro del Draft 2006 dai San Diego Chargers. Nella sua stagione da rookie disputò tutte le 16 partite, nessuna delle quali come titolare, mettendo a segno 19 tackle. Coi Chargers, Tim rimase per quattro stagioni, con un primato personale di 55 tackle nel 2009.

### Miami Dolphins
Dobbins fu incluso in uno scambio durante il primo giro del Draft NFL 2010 che lo mandò ai Miami Dolphins. In Florida rimase una sola stagione giocando 16 partite, 6 delle quali come titolare, con 47 tackle. Il 1º agosto 2011 fu rilasciato.

### Houston Texans
Il 6 agosto 2011, Tim firmò coi Texans. Nella sua prima stagione a Houston disputò 15 partite, nessuna come titolare, totalizzando 12 tackle. Nella successiva, dopo l'infortunio del linebacker titolare Brian Cushing, Dobbins prese il suo posto come partente. Terminò la stagione con 43 tackle e un intercetto. Dopo avere preso parte a tre sole partite nel 2013, fu svincolato.

## Vittorie e premi
Nessuno

## Statistiche
| Partite totali      | 110 |
| Partite da titolare | 22  |
| Tackle              | 253 |
| Sack                | 2,0 |
| Intercetti          | 3   |
| Fumble forzati      | 6   |

Statistiche aggiornate alla stagione 2013